# Guarapuava

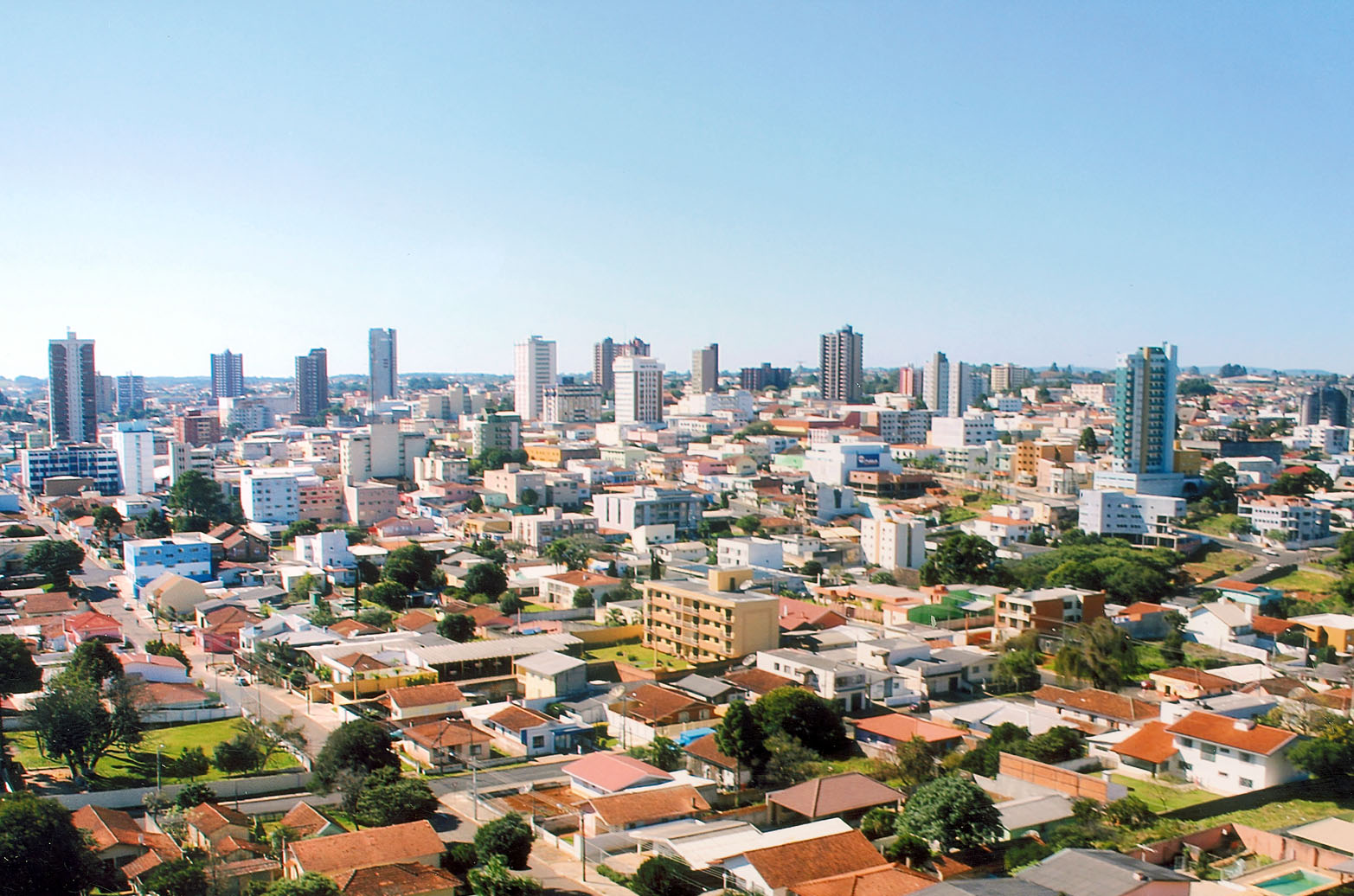
Guarapuava.

Guarapuava es un municipio del estado brasileño de Paraná y en la mayor parte de su geografía es una llanura ondulada con una altitud promedio de más de 1070 m y debido a los pastizales que se extienden a lo largo de dicha llanura se convirtió en una zona ganadera, para luego dar paso a una ciudad que poco a poco fue creciendo hasta tener una población de más de 181.504 habitantes con una actividad agroindustrial muy próspera.

## Toponimia
Existen varias teorías sobre el origen de la palabra Guarapuava:
De origen guaraní ''guara'' (garza), "pu" (ruido) y "ava" (sufijo que da idea de lugar): lugar lleno del ruido de las garzas, o de la lengua general paulista agûarápuaba, que significa "lugar del ruido de los lobos de crin" (gûará, lobo de crin + pu, ruido + aba, lugar).
Para Teodoro Sampaio, geógrafo, político e historiador afrobrasileño, el término proviene de “wa'ra po'aba”: el rumor o ladrido de guarás (Chrysocyon brachyurus), o una corrupción de “wi'ra po'aba”: el ruido de los pájaros. Martius tomó de “wara" (ave), “pu’ame” (de pie), diciendo que otros dieron la etimología “arapu’a” (abeja de la tierra).
Macedo Soares critica las etimologías del padre Francisco das Chagas Lima, de Saint-Hilaire, del escritor anónimo citado por este naturalista, bajo el nombre hispanoamericano de fr. Prazeres Maranhão (que trae Martius), de Luiz D. Cleve y presenta su etimología:
1) - ''guará'' es común en los matorrales y campos de Guarapuava, y este nombre fue dado primero a los campos y de allí se extendió al resto de la región.
2) - “puá” es un verbo que significa disparar, disparar, flechar, matar con una flecha. 3)- “hab” es un sufijo de lugar en participio.
4) - “puáhab” es el lugar donde o donde se tira, donde se caza. Entonces “Guarapuava” es un término guaraní puro, que significa “campo donde los guarás van a cazar”.

## Economía
Su relativa cercanía a la ciudad de Curitiba le ha dado un amplio mercado en donde se comercializa buena parte de su producción. En los últimos años la ciudad trata de formar su propia identidad para lo cual los gobiernos municipales han estado diseñando estrategias de captación de turistas.

## Educación
La educación está evolucionando con una universidad y tres facultades, dos son particulares y una del estado y la cantidad de alumnos está aumentando cada año.